# سیارک ۸۵۴
سیارک ۸۵۴ (به انگلیسی: 854 Frostia، نامگذاری:1916S29) هشتصد و پنجاه و چهارمین سیارک کشف شده‌است که در ۳ آوریل ۱۹۱۶ و در رصدخانه سایمیز کشف شد.
قدر مطلق سیارک برابر ۱۲٫۱۰ است.